# 떨리는 가슴
《떨리는 가슴》은 MBC에서 2005년 4월 2일부터 2005년 5월 8일까지 방영된 주말 드라마이다.
이 드라마는 한 가족이 겪는 가장 가슴 떨리는 여섯 가지 순간(사랑, 기쁨, 슬픔, 바람, 외출, 행복)을 2회분씩 각각 다른 작가와 감독이 6팀으로 나누어 제작을 맡은 옴니버스 형식의 독특하면서 파격적이고 실험적인 드라마이다.
한편, 배종옥, 김창완, 배두나 등은 준비 과정이 짧았던 관계로 적응을 빨리 하려는 의도로 배역 이름을 실명으로 썼으며, 처음 시놉시스상에 종옥과 두나는 각각 지윤과 지영이었다. 또한 하리수가 트랜스젠더로 출연하여 사회적 소수계층의 아픔을 표현했다.

## 등장 인물

### 주요 인물
- 배종옥 : 배종옥 역
- 김창완 : 김창완 역 - 종옥의 남편
- 배두나 : 배두나 / 청년 종옥 역 - 종옥의 동생
- 고아성 : 김보미 / 어린 두나 역 - 창완과 종옥의 딸

### 에피소드별 주요 인물

#### 1화 사랑 - 두나 이야기
- 김동완 : 강성재 역
- 신성우 : 정남수 역

#### 2화 기쁨 - 혜정 이야기
- 하리수 : 김혜정 역 - 창완의 남동생

#### 3화 슬픔 - 보미 이야기
- 김학준 : 찬 역 - 보미의 남자친구
- 유혜정 : 미란 역 - 찬의 엄마

#### 4화 바람 - 창완 이야기
- 최강희 : 수경 역
- 최정원 : 정현 역

#### 5화 외출 - 종옥 이야기
- 지성 : 김우진 / 김석진 역 - 현재 인물 / 종옥의 과거 회상 속 인물

#### 6화 행복 - 애심 이야기
- 김수미 : 애심 역 - 종옥과 두나의 어머니

### 그 외 인물
- 김성겸
- 이영희
- 최범호
- 주우
- 정승재
- 권성현
- 변신호
- 송재연
- 박유리

## 에피소드별 제작진 및 주요 인물
| 회차 | 회차 | 부제 | 극본   | 연출   | 주요 인물                    |
| ---- | ---- | ---- | ------ | ------ | ---------------------------- |
| 1화  | 1회  | 사랑 | 김인영 | 오경훈 | 배두나, 김동완, 신성우       |
| 1화  | 2회  | 사랑 | 김인영 | 오경훈 | 배두나, 김동완, 신성우       |
| 2화  | 3회  | 기쁨 | 정형수 | 고동선 | 하리수                       |
| 2화  | 4회  | 기쁨 | 정형수 | 고동선 | 하리수                       |
| 3화  | 5회  | 슬픔 | 박정화 | 신현창 | 고아성, 김학준, 유혜정       |
| 3화  | 6회  | 슬픔 | 박정화 | 신현창 | 고아성, 김학준, 유혜정       |
| 4화  | 7회  | 바람 | 홍진아 | 이윤정 | 김창완, 최강희, 최정원       |
| 4화  | 8회  | 바람 | 홍진아 | 이윤정 | 김창완, 최강희, 최정원       |
| 5화  | 9회  | 외출 | 이경희 | 김진만 | 배종옥, 지성, 배두나, 고아성 |
| 5화  | 10회 | 외출 | 이경희 | 김진만 | 배종옥, 지성, 배두나, 고아성 |
| 6화  | 11회 | 행복 | 인정옥 | 박성수 | 김수미                       |
| 6화  | 12회 | 행복 | 인정옥 | 박성수 | 김수미                       |